# Pillkaller

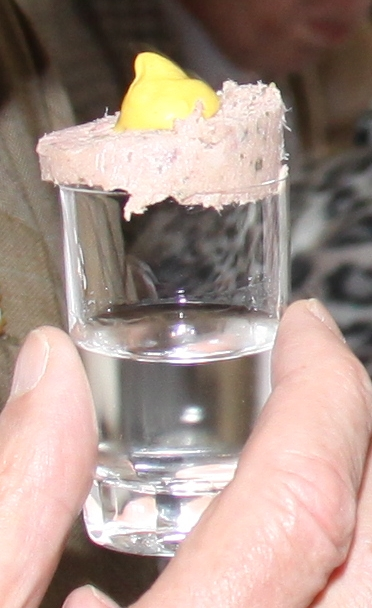
Pillkaller

Pillkaller Machandel oder auch nur Pillkaller ist ein bekanntes Getränk aus der ehemaligen Provinz Ostpreußen. Der Name kommt vom ostpreußischen Ort Pillkallen. Das Getränk wurde einst in Tapiau hergestellt, jetzt kommt es aus Ahausen-Eversen als Pillkaller Edel-Machandel und wird heute noch in der ostpreußischen Küche als Aperitif gereicht.
Zutaten: 4 cl Doppelkorn bzw. Machandelschnaps (z. B. Steinhäger oder Gin), Leberwurst, Senf. 
Es gibt verschiedene Arten des Verzehrs, z. B.: Eine Scheibe würziger Leberwurst belegt mit Mostrich essen und sofort mit dem Doppelkorn „herunterspülen“. Oder die Leberwurst mit Senf in das Glas geben und mit der Spirituose übergießen. Dann das Getränk in einem Schluck trinken und zugleich die Leberwurst essen.

## Ostpreußische Lebensart
Die Pillkaller waren als rauflustig bekannt: 
- „Aus Pillkallen ungeschlagen kommen ist ein Glücksfall“.

und als trinkfest:
- „Es trinkt der Mensch, es säuft das Pferd. In Pillkallen ist es umgekehrt.“

Das Getränk wurde auch in vielen Sprüchen, Gedichten und Sentenzen verewigt:
- Eine Scheibe Leberwurst, Mostrich nach Bedarf, legt man auf ein Glas voll Schnaps und dann wird man scharf.
- Denn man sieht die Leberwurst und man riecht den Rauch, und man schmeckt den Majoran und den Pfeffer auch.
- Der Machandel glänzt im Glas, ist aus Kraft und Korn, schon beim dritten hat man, prost, weit die Nase vorn.
- Nach dem fünften ist die Welt nicht mehr mau und mies, alles sieht so festlich aus wie im Paradies.
- Doch beim zwölften sehnt man sich nach dem Bettgestell, und man fragt die eig’ne Frau: „Woher kommst, Marjell?“